# アミン・サラマ
アミン・サラマ（Amine Salama、2000年7月18日 - ）は、フランス・パリ出身のサッカー選手。スタッド・ランス所属。ポジションはフォワード。

## 経歴
モンルージュFC 92の下部組織を経て2022年にUSLダンケルクでプロキャリアをスタートさせた。
2022年7月7日、アミアンSCと4年契約を結んだ。
2023年6月30日、リーグ・アンに所属していたスタッド・ランスへ移籍し、4年契約を結んだ。